# Phragmipedium kovachii
Phragmipedium kovachii es una especie de orquídea nativa de los bosques montanos del norte de Perú y está protegida bajo el convenio CITES debido a la amenaza de extinción.

## Morfología
Es una orquídea terrestre con tallos cortos y de hasta 9 hojas. Las hojas son lineal-lanceoladas, color verde lustroso, de hasta 64 cm de largo y hasta 5 cm de ancho; gruesas; de ápice agudo. La flor tiene de 10-20 cm de ancho, saliendo de un pedúnculo de 20-52 cm de alto. Sépalos cubiertos de vello marrón dorado; pétalos rosados a morado oscuro, obovados o ampliamente elípticos; el labelo es de hasta 7.5 cm de largo y 4 cm de ancho.

## Taxonomía
Esta especie fue publicada como nueva para la ciencia en junio de 2002 por J. Atwood y S Dalström del Jardín Botánico Marie Selby, y R. Fernández del Herbario de la Universidad Nacional Mayor de San Marcos.
En julio de 2002, Eric Christenson, publicó la misma especie bajo el nombre de Phragmipedium peruvianum, el cual es considerado sinónimo de esta especie.
Inicialmente, esta especie fue asignada al subgénero Micropetalum; sin embargo, fue luego transferida a su propio subgénero: Schluckebieria.

### Controversia
Michael Kovach, quien compró la planta viva del espécimen tipo de P. kovachii de un vendedor rural en Perú, la introdujo ilegalmente a los EE. UU. y la llevó al Jardín Botánico Marie Selby. De acuerdo a un artículo en la revista Nature, en el Jardín Botánico Marie Selby se sabía que Eric Christenson, orquideólogo, publicaría como nueva para la ciencia la misma especie en el próximo número de la revista Orchids, y por ello adelantaron la publicación de P. kovachii en un suplemento de la propia revista del jardín botánico, Selbyana.

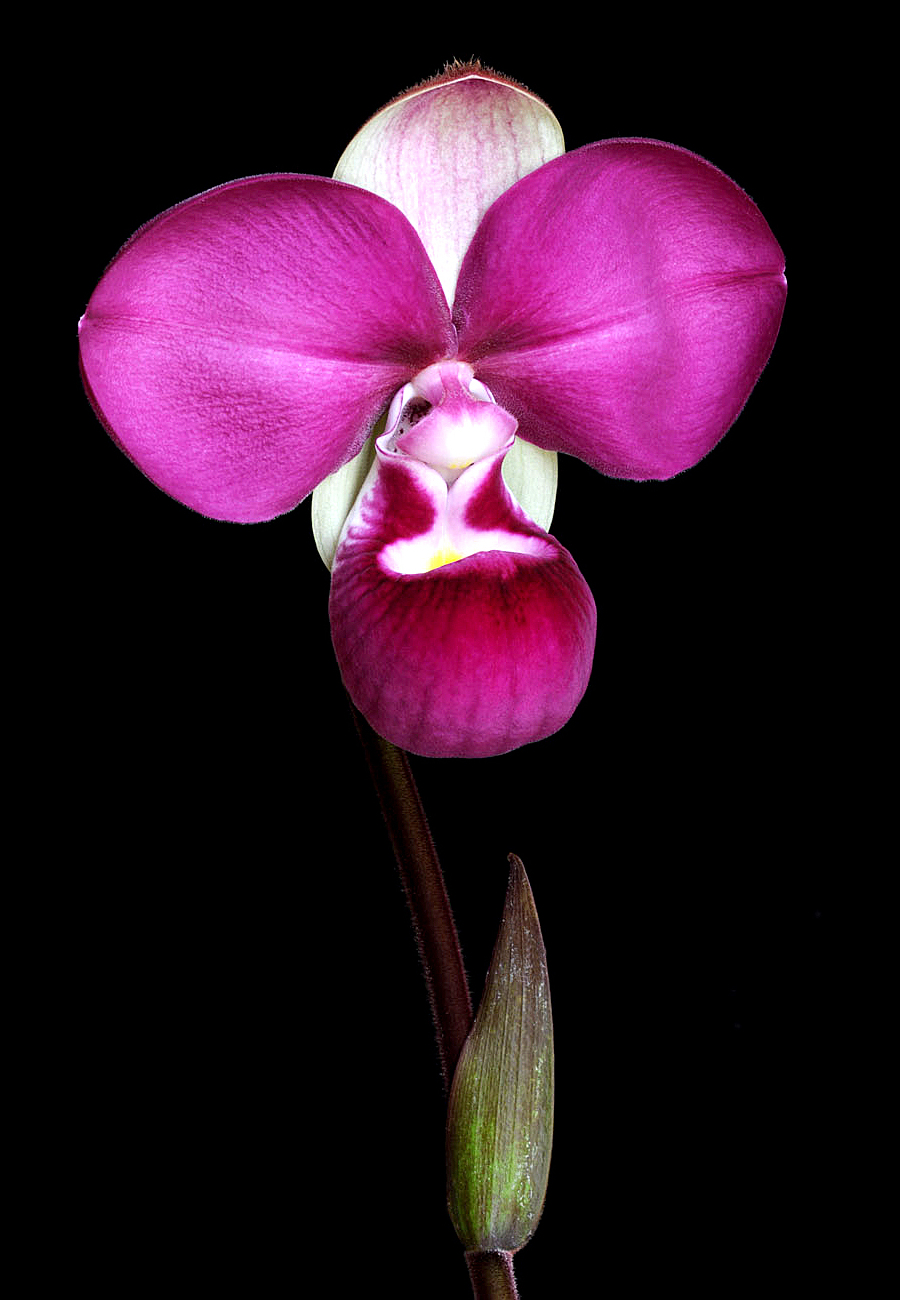
Phragmipedium kovachii

Las orquídeas del género Phragmipedium están protegidas bajo el tratado CITES, por lo que cualquier compra, venta o posesión que no cumpla con la norma CITES es considerada ilegal. Una investigación llevada a cabo por el Servicio de Pesca y Vida Silvestre de EE. UU. con el apoyo del Departamento de Agricultura y el Servicio de Aduana de EE. UU. e INRENA (en ese entonces autoridad CITES en Perú), resultó en un juicio en 2004 contra el señor Kovach. Michael Kovach fue sentenciado a 2 años de libertad bajo palabra y a pagar una fianza de $1000. Al Jardín Botánico Marie Selby se le quitó el permiso CITES, y se le sentenció a pagar una fianza de $5000.
En 2006 se propuso un cambio de nomenclatura para declarar Phragmipedium kovachii como nombre inválido y considerar al suplemento del vol. 23 de la revista Selbyana como “opera utique oppressa” (CINB Apéndice VI). Se presentaron argumentos a favor y encontra en varios artículos. El Comité Nomenclatural para Plantas Vasculares rechazó la propuesta bajo la premisa de que cambiar de nombre científico a todas las especies con tipos recolectados irregularmente traería un caos taxonómico

## Hábitat
Su hábitat natural son los bosques tropicales nubosos de la selva norte peruana (Región Amazonas y Región San Martín) entre 1.600 a 1900 m s. n. m., allí anualmente llueve de 1.000 a 1.500 mm y la temperatura es 26 °C en verano y 18 °C en invierno. El sustrato geológico de la planta es piedra caliza del cretáceo. El suelo de estos bosques es piedra caliza mezclada con materia orgánica.
- pH del suelo: 7.9 (ligeramente alcalino)
- pH del agua del hábitat:: 6.0 a 6.5
- Conductividad eléctrica: 0.41 dS/m (deciSiemens por metro)
- Carbonato de calcio: 85.7 %
- Materia orgánica: 1.5 %
- Fósforo: 1.9 ppm
- Potasio: 60 ppm